# 戈爾登鎮區 (密歇根州)
戈爾登鎮區（英語：Golden Township）是位於美國密歇根州奧希阿納縣的一個行政鎮區。

## 地方資料
戈爾登鎮區的面積為90.60平方千米，當中陸地面積為86.90平方千米，而水域面積為3.70平方千米。根據2020年美國人口普查的數據，當地共有人口1660人，而人口密度為每平方千米18.32人。